# 어니 딩고

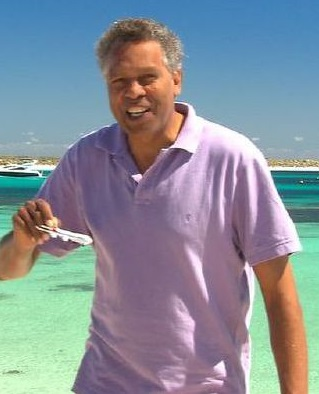

어니 딩고(Ernie Dingo, 1956년 7월 31일 ~ )는 오스트레일리아의 배우, 영화배우, 텔레비전 배우이다.
웨스턴오스트레일리아주에서 태어났다.

## 영화
- 브란 누 대 (2009년)
- 클라우닝 어라운드 (1992년)
- 이 세상 끝까지 (1991년)
- 홈 앤 어웨이 (1988년) - 폴 역
- 토미의 우표 여행 (1988년)
- 크로커다일 던디 2 (1988년) - 찰리 역
- 특명 블루라이팅 (1986년)